# Вольський Станіслав Францевич
Вольський Станіслав Францевич (нар. 18 липня 1943, Славута, Україна) — український художник-ювелір, емальєр, художник-каменеріз. Заслужений художник України. Член Національної спілки художників України. Доцент у Львівська національна академія мистецтв на кафедрі художнього металу. Засновник онлайн-академії ювелірного мистецтва Jewelry Art Education. Відомий ювелірними об'ємно-просторовими композиціями із серії "Кактус". У пресі називають Львівським Фаберже .

## Біографія
Народився 18 липня 1943 р. у м. Славута Хмельницької області в сім'ї педагогів Марії Францівни та Франца Людвиковича.
1966—1970 — навчався в Львівському училищі прикладного та декоративного мистецтва ім. Івана Труша. Закінчив відділ художньої обробки металу (червоний диплом). Педагог Мельничук С. Т.
1967 — С. Вольському Львівською міською владою Радянського Союзу, було доручено виготовити пам'ятні подарунки для Генерального секретаря КПРС Л. І. Брежнєва, а також іншим керівникам ЦК КПРС: Устинова, Косигіна, Щербицькому і Горбачову.
1971—1977 — навчався у Львівському державному інституті прикладного та декоративного мистецтва на вечірньому відділенні (диплом з відзнакою). Педагоги — Мисько Е. П., Соболєв А. В., Галицький Б. І.
1977 — працював в ювелірній майстерні «ДІАМАНТ» художником-ювеліром.
1987 — член Спілки художників.
1993—1994 — запрошений в США фірмою «BRIDGE ATLANTIC CORPORATION» консультантом по емалі і ювелірних виробів.
1990—2002 — працював у Художньому фонді м. Львів.
2002 — Обласна премія ім. 3еновія Флінти в області декоративно-прикладного мистецтва, за унікальні ювелірні вироби останніх років.
2003 — Державна нагорода, звання «Заслужений художник України».
2003 — викладач на кафедрі художнього металу Львівської національної академії мистецтв.
2005 — голова секції прикладного мистецтва Львівського відділення Національної спілки художників України.
2006 — доцент кафедри художнього металу ЛНАМ.
2010 — Нагороджений Почесним знаком — орденом Михайла Перхіна Меморіального фонду Карла Фаберже.
Творчі роботи знаходяться в музеях Києва, Москви, Львова, Ватикана, а також в приватних колекціях США, Ізраїлю, Канади, Австралії, Німеччини, Голландії, України.

## Виставки

### Персональні
2008 — Персональна виставка, "Замки дитинства" м. Київ. Музей українського народного декоративного мистецтва.
2008 — Персональна виставка, "Станіслав Вольський. Ювелірна пластика, об'ємно-просторова пластика, живопис в емалі" м Львів. Львівський історичний музей.
1986 — Персональна виставка, м Львів. Музей етнографії та художнього промислу.

### Групові виставки

#### Міжнародні
2007 — Міжнародний пленер, м. Познань, Республіка Польща.
2003 — Міжнародний пленер, м. Ланцут, Республіка Польща.
2003 — V Міжнародна ювелірна виставка "Ювелір Експо Україна" м.Київ
1990 — Виставка "Сучасне ювелірне мистецтво" Всеросійський музей декоративно-прикладного мистецтва. м. Москва.

#### Всесоюзні (СРСР)
1989 — Всесоюзна виставка "Художня емаль", м. Москва
1987 — Всесоюзна виставка "Художня емаль". в Будинок Скульпторів р Рига, м Ленінград, м. Вільнюс.
1987 — Перша всесоюзна виставка емалі "Людина Земля Всесвіт", м. Москва
1986 — II Всесоюзна виставка медалей. Виставковий зал Спілки художників СРСР. м. Москва
1975 — Другий всесоюзний виставка медалі. м. Москва.

#### Республіканські (УРСР)
1987 — Республіканська виставка "Країна Рад" м. Київ
1987 — Виставка прикладного та декоративного мистецтва. м. Київ
1986-1987 — виставка робіт сучасних художників-ювелірів України, присвяченій XXVII з'їзду КПРС. Музей історичних коштовностей УРСР - філіал Державного історичного музею УРСР.
1986 — Виставка сучасного ювелірного мистецтва. м. Київ
1979 — I Республіканська виставка медальерного мистецтва. м. Київ
1975 — Виставка молодих художників. м. Київ

#### Всеукраїнські
2019 — "Квадра міні-метал", м.Львів
2018 — «КВАДРА міні-метал. Ювелірне мистецтво емалі». Національний музей українського народного декоративного мистецтва. м. Київ
2018 — Всеукраїнська виставка ювелірного мистецтва в контексті проекту "ювелірства нового часу: межі дизайну і рукотворства" м. Кам'янець-Подільський
2014-2015 — «КВАДРА міні-метал. Ювелірне — мистецтво — міні емалі» м. Київ
2002 — Виставка присвячена декоративно-прикладного мистецтва України «200 імен» м. Київ
1999 — Виставка ювелірного і емальерного мистецтва. м. Київ

### Симпозіуми
1988 (17 січня - 15 березня) — V Всесоюзний симпозіум з гарячої емалі, м. Паланга, Литовська Республіка
1986 — Симпозіум з гарячої емалі і ювелірному мистецтву. м. Паланга, Литовська Республіка

### Журі
2015 — Всеукраїнський конкурс на кращий ескіз ювелірного виробу серед дизайнерів і майстрів декоративного мистецтва. м. Харків.

## Згадки в пресі і книгах
- Стаття ТСН "У Львові живе сучасний Фаберже"[5]
- Шмагало Р.Т. "Художній метал України XX - поч. XXIст. Енциклопедія художнього металу"[12]
- Пасічник Л. В. "Ювелірне мистецтво України XX-XXI cт."[13]

## Публікації та статті
- Вольський С. Ф., Івасюта О. В., Кравченко Н. Я., Патик Р. С. Мистецтво прикраси останньої третини XX - початку XXI століття. Теорія, історія, практика: навч. посібник. Львів ЛНАМ, 2018 с., Іл.
- Станіслав Вольський. МИСТЕЦТВО ХУДОЖНЬОЇ ЕМАЛІ ВПРОДОВЖ СТОЛІТЬ: СПРОБА ВІДНОВЛЕННЯ ВТРАЧЕНИХ ТЕХНОЛОГІЙ У СУЧАСНІЙ ПРАКТИЦІ ХУДОЖНИКА-ЮВЕЛІРА. 2015[14][15]

## Об'ємно-просторові композиції Станіслава Вольського

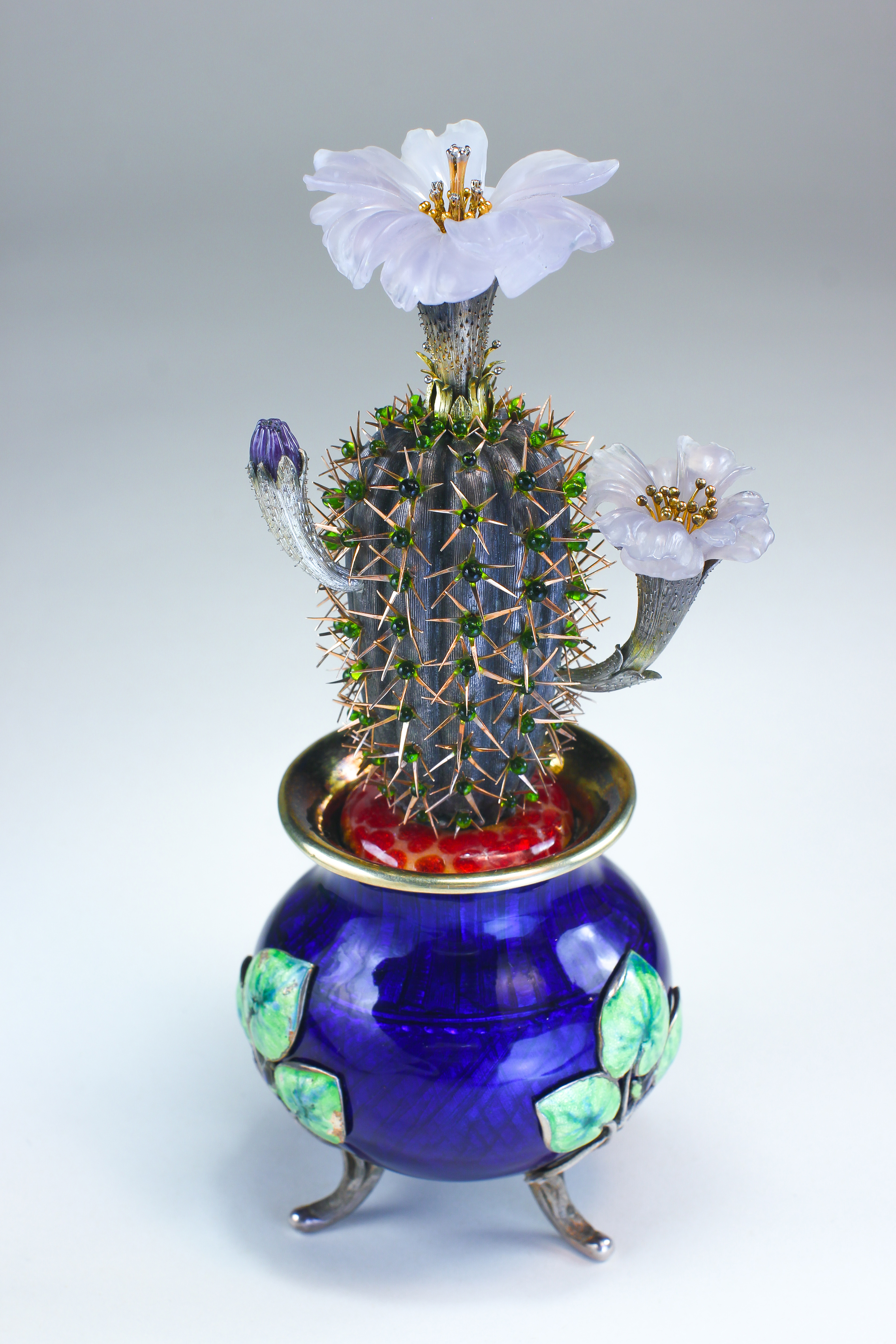
Станіслав Вольський "Кактус V" (сапфірин, аметист, емаль, діаманти, срібло, золото) 2006 р. Фотограф Богдана Шкінь.

## Реставрація корони Ікони Матері Божої Теребовлянської
|                                              | Судилося автору (Станіславу Вольському) поринути і в «космос» українського сакрального мистецтва. Зокрема, він був вибраний долею коронувати українську чудотворну ікону XVII ст. Церемонія коронування «Теребовельської Богоматері» відбулась з нагоди візиту до України святійшого Папи Івана Павла ІІ. |
| — доктор мистецтвознавства Ростислав Шмагало | |

Корони на момент реставрації були відсутні на іконі. Тому постало завдання відтворити корони по графічному зображенню. Відтворенням корон зайнявся відомий львівський ювелір та емальєр Станіслав Вольський. Корона була виготовлена з високопробного золота, також, застосовані камені та гарячі емалі.
25 червня 2001 року було короновано ікону Теребовлянської Богородиці для кафедрального собору св. Юра. Літургійний акт коронування здійснив папа Іван Павло ІІ.

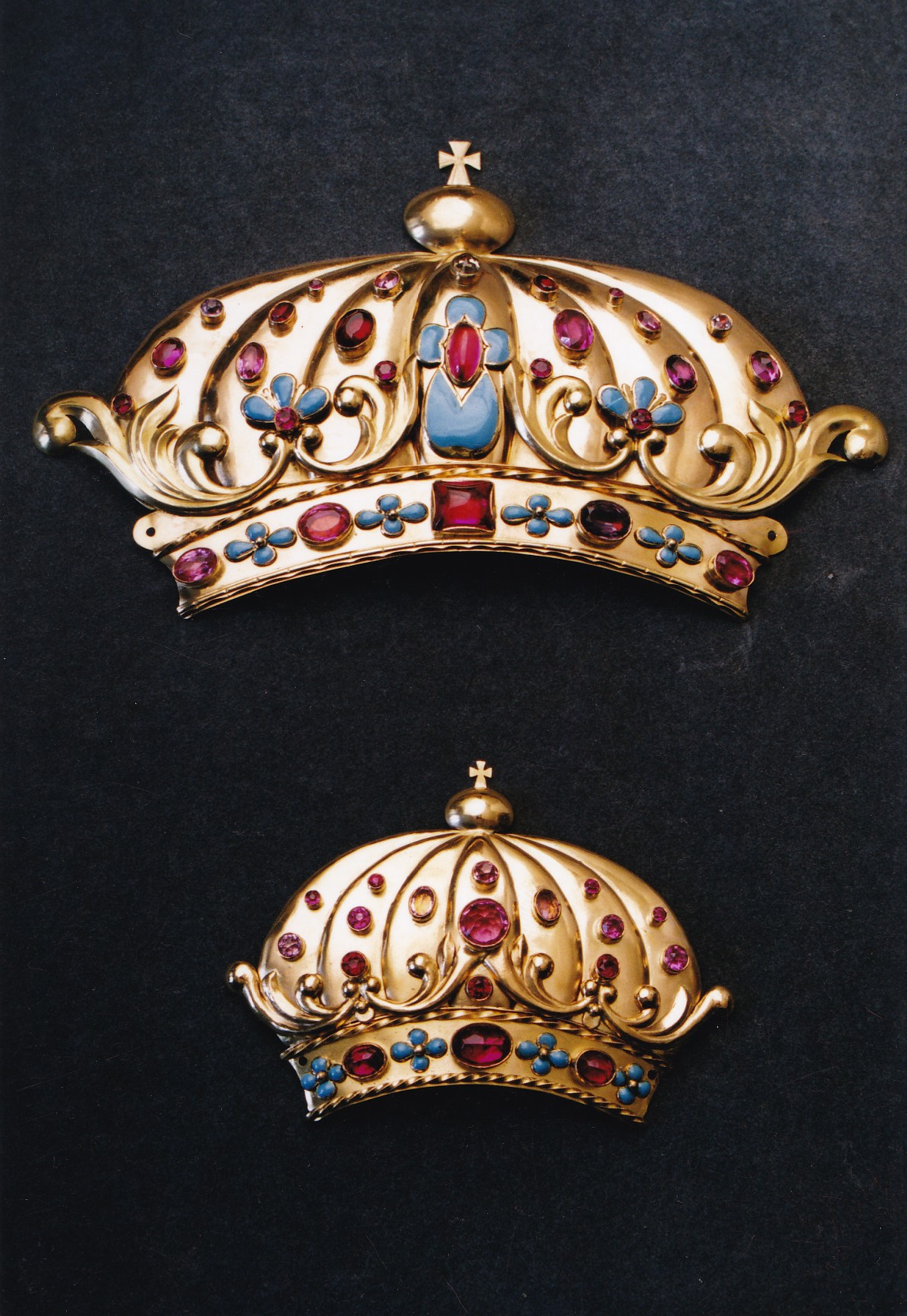
Відтворені Станіславом Вольським корони до Теребовлянської ікони
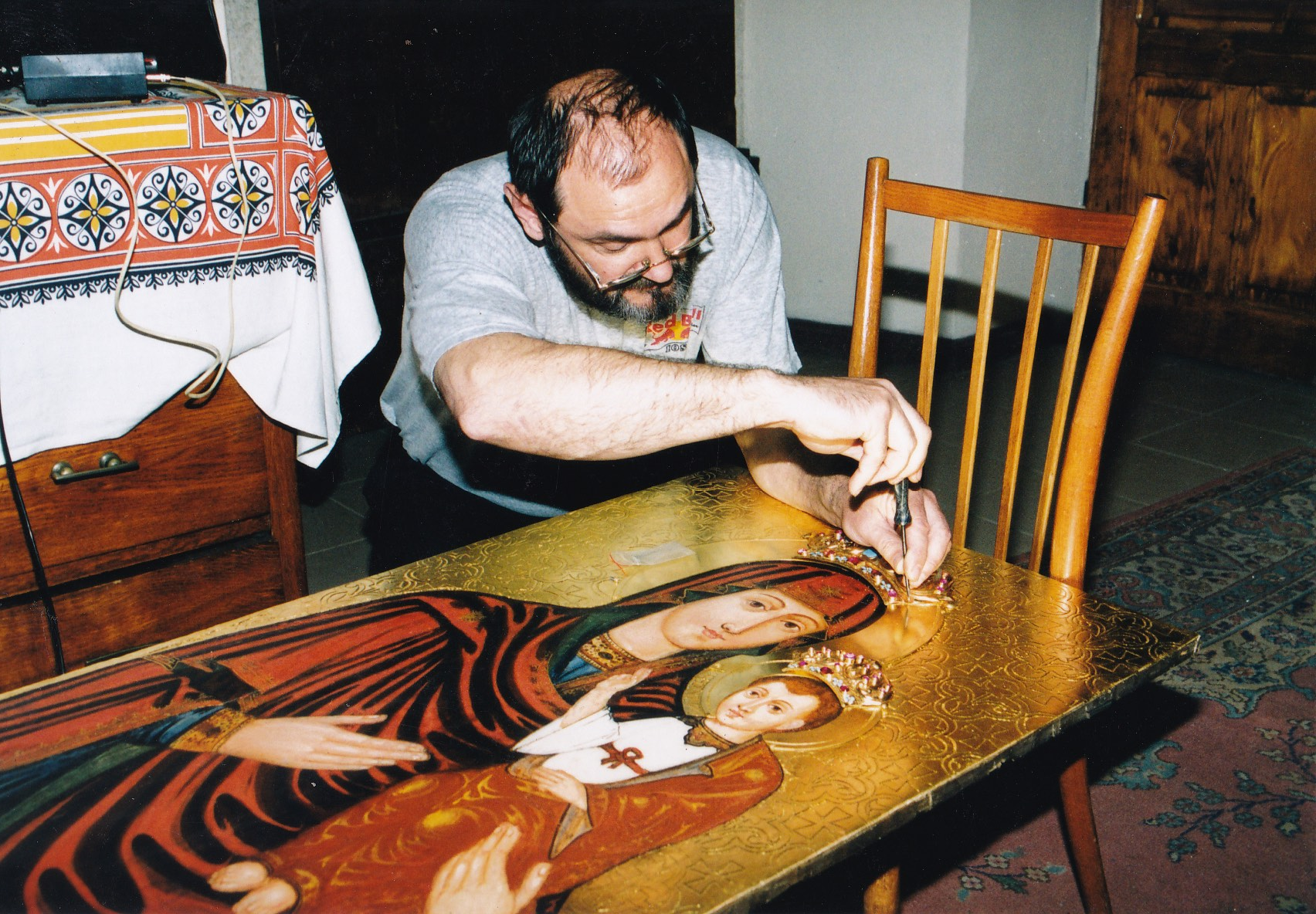
Станіслав Вольський монтує корони на Теребовлянській іконі
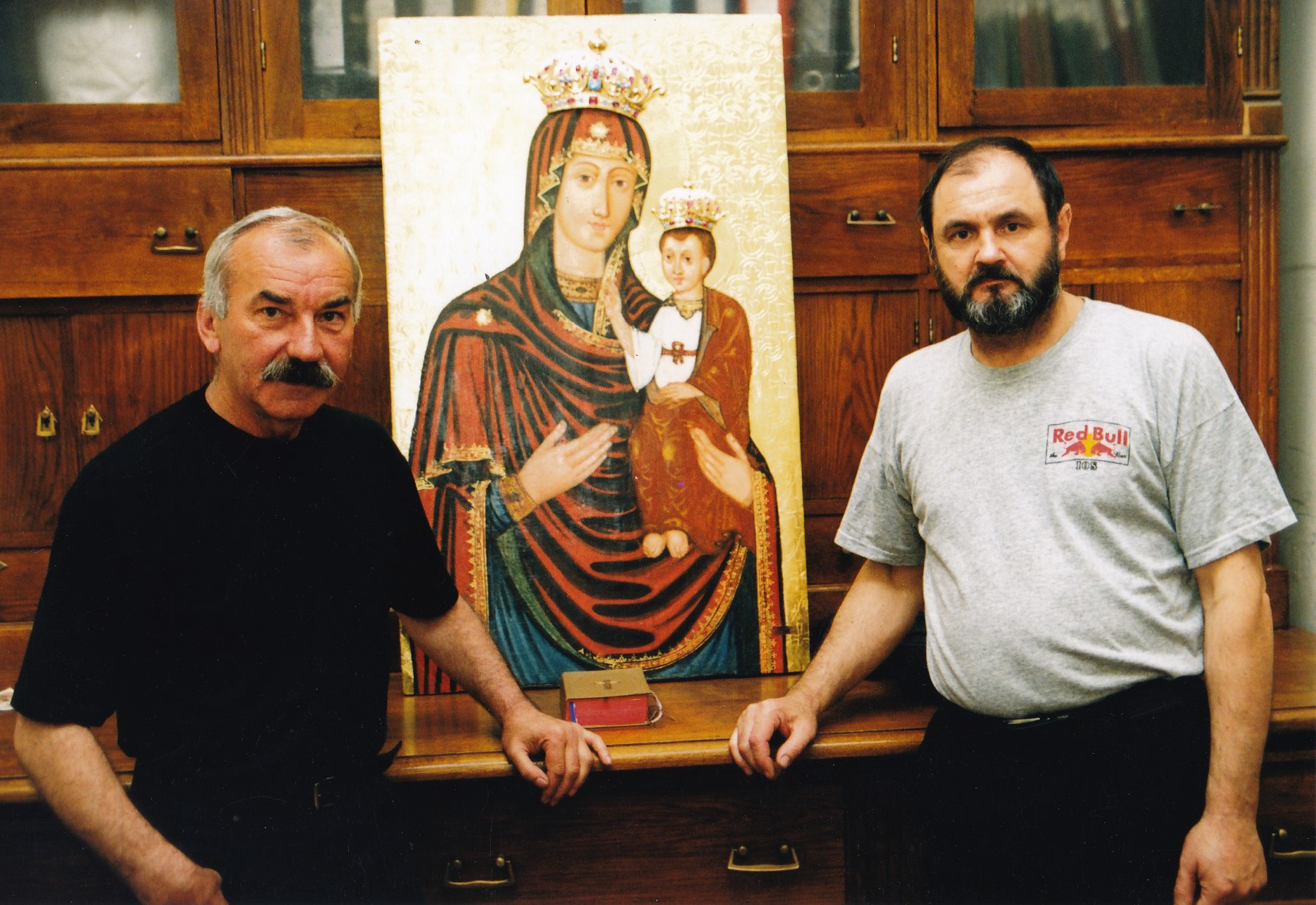
Ярослав Мовчан та Станіслав Вольський поруч з реставрованою ними Теребовлянською іконою
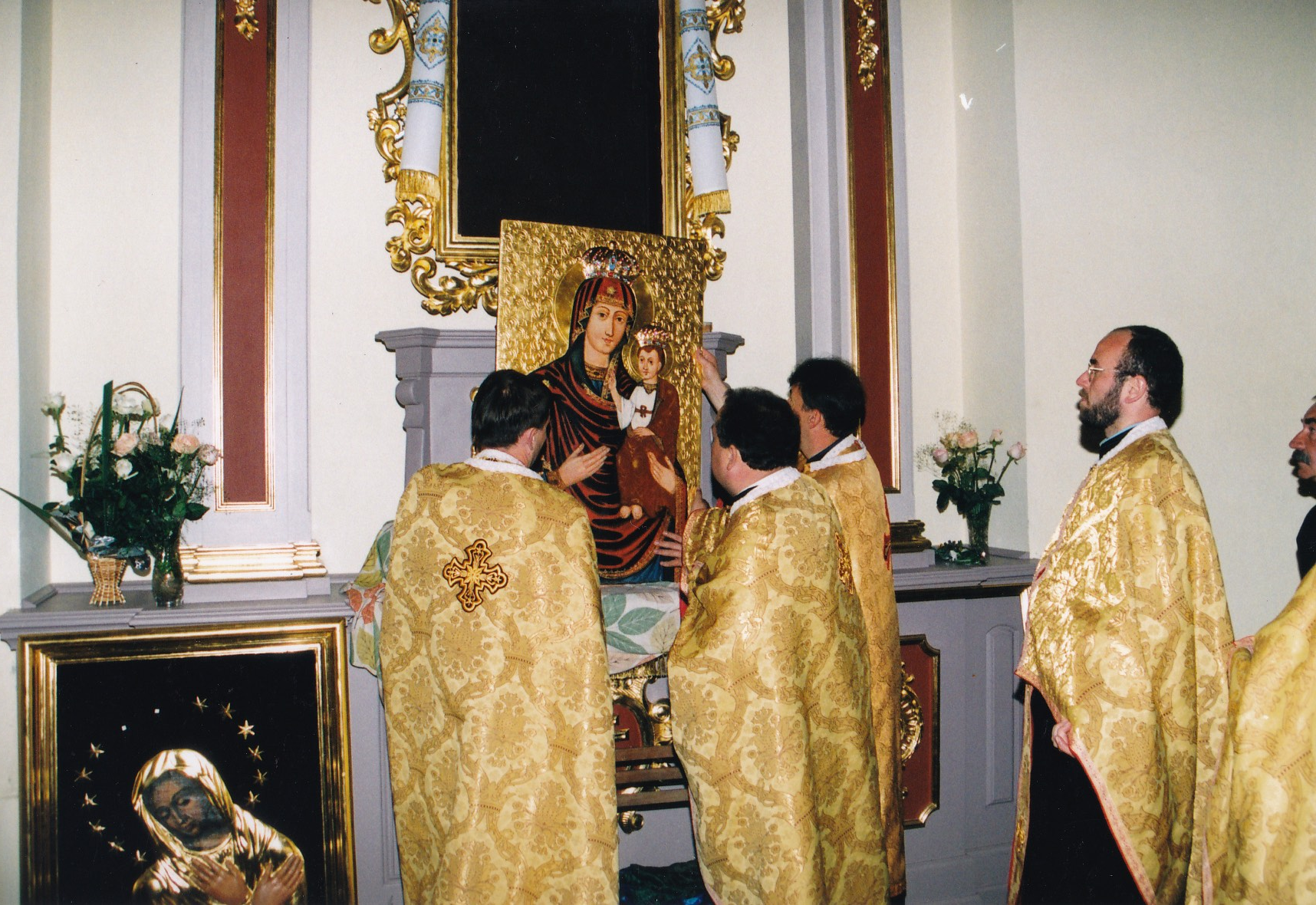
Священнослужителі вкладають Теребовлянську ікону у раму в Архикатедральному соборі св. Юра у Львові

## Мистецтвознавці про творчість Станіслава Вольського
В статті про традиційні форми українського орнаменту в сучасних ювелірних прикрасах України Колтукова Г.В. викладач Косівського інституту прикладного та декоративного мистецтва ЛНАМ, аспірантка ЛНАМ, зазначає, що Ювелірні прикраси України кінця XX – початку XXI ст. за орнаментальними особливостями можна розділити на декілька основних стильових напрямків і згадує про творчість Станіслава Вольского у контексті напрямку «Ретроспективний»:
«Ретроспективний» – прикраси, що створені за різноманітними художніми течіями різних часів, крупні елементи декору, вставки коштовного каміння оригінальних форм та насичених кольорів (мал.1). Одним з найяскравіших представників даного напрямку є львівський художник-ювелір Станіслав Вольський, який в своїх роботах не лише майстерно передає всю багатогранність та декоративність рослинної орнаментики, а й є одним з небагатьох українських митців, що досконало володіють технікою художньої емалі. Прикраси, що створює Станіслав Вольський, вражають оригінальністю композиційної форми, пишні рослинно-квіткові композиції змінюються простими стриманими лініями, а поєднання матеріалів із різними тектонічними властивостями свідчить про постійне вдосконалення художника та безперервний творчий пошук.

Сергій Луць, кандидат мистецтвознавства, старший викладач кафедри образотворчого і декоративно-прикладного мистецтва та реставрації творів мистецтва, Кам’янець-Подільський національний університет імені Івана Огієнка у своєму дослідженні ЮВЕЛІРНЕ МИСТЕЦТВО УКРАЇНИ НА ЗЛАМІ XX–XXI СТ.: ГЕНЕЗИС ПОСТУПУ так пише про Станіслава Вольского:
Творчість відомого львівського художника-ювеліра Станіслава Вольського у сучасному українському ювелірному мистецтві позиціонується як зразок високого класу худож- ньо-технічної майстерності, що демонструє органічне єднання художньо-образної романтики рослинного світу та визрілого арсеналу ювелірних технік, яким уміло користується митець. Ювелірство майстра апелює до синтезу пластичної та колірної експресії, що відображено яскравою індивідуальністю засобів виразності технологічних прийомів, зокрема майже забутої у XX ст. давньої техніки гарячої емалі, тим самим сприяючи оновленню та збагаченню художньо-образної мови у створенні цілої низки творів високого фахового рівня. Переосмисливши сутність декоративності зазначеної техніки, художник акцентує увагу на естетиці ювелірних творів не тільки як засобів декору, але й концептуального візуального мистецтва, яким окрім його прямого функціонального призначення можна просто насолоджуватися. Специфіка художньо-емоційної мови тієї чи іншої техніки та якостей матеріалу, що використовує митець (гарячі емалі, різьблення по каменю, широкий діапазон та багатогранність прийомів металопластики) в цілому сформували творчий напрям і визначили індивідуальну виразність майстра, що знайшла місце в загальному спектрі жанру так званого «art jewelery», який набув популярності у XX ст.

Так пише доктор мистецтвознавства Р. Шмагало, про об'ємно-просторові композиції Станіслава Вольського з серії "Кактус":
С. Вольський при цьому постає в ролі майстра-універсала, своєрідної «людини-оркестру», який самостійно виконує усі партії ювелірної квіткової симфонії: різьблення по каменю, металопластику, приборкання примхливої емалі, мікроскопічний монтаж деталей твору. Саме у квітковій серії Вольський виступає достойним продовжувачем посталого у XX ст. жанру так званого «art jewerly» в унікальній формі, що трактує виріб більше, ніж просто прикрасу, прирівнюючи його до живописного чи скульптурного твору.
Різні партії каміння, металів чи емалі естетично об’єднані нотками насиченого, кокетливо-грайливого колориту єдиної формальної ідеї. Серії квіткових композицій стають полем для унікальних експериментів з емаллю на об’ємній формі (Шмагало, 2015, с. 145).

Вишукана культура гравійованого декору, максимальна міра використаних художньо-технологічних засобів формує авторський почерк: багатослівний, насичений деталями і кольором, але завжди цільний. Пластика при цьому є суто авторською, вона не вписується в жоден з відомих в історії мистецьких стилів. Рукотворні листя і квіти – незмінна складова прикрас Станіслава Вольського. У кожному обєкті, створеному ювеліром, гармонійно пульсує мінлива музика життя.

Лілія Пасічник у свої монографії "Ювелірне мистецтво України XX-XXI ст.", обладинку якої прикрашає зображення брошки "Лілія" авторства Станіслава Вольського, так відгукується про цю роботу:
Брошка "Лілія" безумовно, є надбанням сучасного ювелірного мистецтва України, що належить до світової спадщини ювелірного мистецтва.